# Verzetsleger van de Heer

vlag van de LRA

Het Verzetsleger van de Heer (Engels: Lord's Resistance Army (LRA)), is een Christelijke rebellengroep in Noord-Oeganda die ontstaan is in 1987. De groep wordt geleid door Joseph Kony, die zichzelf tot medium heeft uitgeroepen. Hij maakt misbruik van het Oegandese bijgeloof in geesten en spiritisme. Dit geloof in geesten werd na het jaar 2000 echter minder. Hij wilde aanvankelijk een staat in het Noorden van Oeganda uitroepen gebaseerd op een op spiritisme gebaseerde interpretatie van de Bijbelse tien geboden. De misdaden van Kony werden pas wereldnieuws nadat er jarenlange aandacht voor werd gevraagd in de Verenigde Staten.

## Voorloper
Kony was aanvankelijk de rivaal van zijn "nicht" Alice Auma, die uit ex-soldaten van het regeringsleger en geronselde schoolkinderen een privéleger had samengesteld onder de naam "Beweging van de Heilige Geest". Auma (die zichzelf Lakwena - boodschapper - noemde, naar een overleden Italiaanse officier van wiens geest zij boodschappen zou overbrengen) hield haar volgelingen voor dat ze onkwetsbaar voor vijandelijk vuur zouden zijn als ze zich aan strikte morele codes zouden houden, waaronder onthouding van roken en seks. Ook geloofden ze in magische krachten van bepaalde natuurlijke oliën. De beweging wist aanvankelijk ver vanuit het noorden op te rukken, tot 100 kilometer voor de hoofdstad Kampala. De opstand werd echter neergeslagen; Lakwena vluchtte naar Kenia. Na een lang ziekbed stierf zij daar in januari 2007.

## De strijd
De rebellen van het Verzetsleger van Joseph Kony vormen een schijnbaar weinig gestructureerde organisatie die verantwoordelijk is voor vele gruweldaden. Zij ontvoeren jongens om hen als kindsoldaat te laten vechten en meisjes om hen als seksslavin te laten werken. Kinderen die proberen te ontsnappen worden vermoord of verminkt, vaak op gruwelijke wijze. De meeste leden van het leger komen van het Acholi-volk. Het Acholi-volk is dus tevens het grootste slachtoffer. Behalve in Oeganda vinden deze ontvoeringen ook plaats in Zuid-Soedan. De Soedanese overheid, die weinig grip op het gebied had, en hier ook regelmatig met rebellie te kampen had, stond deze ontvoeringen oogluikend toe, en kon of wilde er niets aan doen. De rebelse stammen werden erdoor verzwakt, wat de Soedanese regering in Khartoem goed uitkwam.
Het Oegandese leger vecht wel om de steden en dorpen tegen de rebellen te beschermen, met wisselend succes. Ook heeft de overheid een militie van Acholi-strijders bewapend.
Wandaden zijn gerapporteerd rond de steden Kitgum, Gulu en Lira. Door het Oegandese leger gevangengenomen kindsoldaten krijgen contracten aangeboden, om als soldaat dienst te nemen in het Oegandese leger. De jongens hebben al gevechtservaring en zijn goedkoop. Ze zien geen andere uitweg dan te tekenen, zodat zij vaak tegen hun eigen ex-kameraden moeten vechten.
Naar schatting zijn tussen juni 2002 en mei 2003 zo'n 9000 kinderen ontvoerd. De angst voor nieuwe ontvoeringen heeft ertoe geleid dat veel mensen gevlucht zijn en dat heeft een vluchtelingenprobleem gecreëerd. Duizenden families zijn hun huizen ontvlucht en slapen vaak in het bos of in de open lucht.
Ondanks deze verschrikkingen haalt de situatie in Noord-Oeganda slechts weinig media-aandacht en is het probleem ook nog niet besproken in de Algemene Vergadering van de Verenigde Naties. In 2006 kwam er echter uitzicht op een eind van het conflict, door vredesbesprekingen in Zuid-Soedan.

## Tijdlijn
- December 2003 - De Oegandese president Yoweri Museveni wil de zaak aanhangig maken bij het Internationaal Strafhof.
- 21 februari 2004 - Zo'n tweehonderd burgers werden vermoord in een vluchtelingenkamp in Barlonyo in de buurt van Lira.
- 2 januari 2005 - Een zevenweeks bestand tussen het Verzetsleger en het regeringsleger loopt af.
- 14 juli 2006 - Onder bemiddeling van de regering van het semi-autonome zuiden van Soedan beginnen vredesbesprekingen tussen het Verzetsleger en de Oegandese regering.
- 26 augustus 2006 - Er werd een wapenstilstand getekend, die voorziet in terugtrekking van het Verzetsleger, de belofte dat het niet door regeringstroepen zal worden aangevallen en - na het aflopen van een ultimatum op 12 september - de totstandkoming van een alomvattend vredesverdrag.
- December 2009 - In het noordoosten van Congo, in de regio Makombo, werden door het Verzetsleger zeker 321 mensen vermoord. Tevens werden 170 volwassenen en 80 kinderen ontvoerd. Dit wordt bekendgemaakt door Human Rights Watch. De slachtoffers zijn afkomstig uit zo'n 10 dorpen en werden afgeslacht met hakmessen en bijlen.
- 5 maart 2012 - Grote internationale actie voor het opspeuren en berechten van Joseph Kony en zijn legercommandanten.
- 2015 - Een van de belangrijkste legercommandanten Dominic Ongwen geeft zich aan en wordt naar het Internationaal Strafhof te Den Haag overgebracht.
- 2018 - De zoektocht naar Joseph Kony wordt gestaakt omdat hij onvindbaar is.
- 4 februari 2021 - Dominic Ongwen wordt aangeklaagd voor het Internationaal Strafhof in Den Haag.
- 6 mei 2021 - Dominic Ongwen krijgt 25 jaar gevangenisstraf opgelegd door het Strafhof in Den Haag.[4]